# Petershain (Kamenz)
Petershain ist ein Ortsteil der Stadt Kamenz im sächsischen Landkreis Bautzen. Der Ort liegt westlich der Kernstadt Kamenz. Die S 100 verläuft nördlich.

## Geschichte
Am 1. Januar 2019 wurde Petershain nach Kamenz eingemeindet. Vor der Eingemeindung nach Kamenz gehörte es erst zu Brauna und ab dem 1. März 1994 zur Gemeinde Schönteichen.

## Kulturdenkmale
In der Liste der Kulturdenkmale in Petershain (Kamenz) ist für Petershain ein Kulturdenkmal aufgeführt.